# Rodolfo García Vázquez
Rodolfo García Vázquez (São Paulo, São Paulo, março de 1962), é diretor teatral, dramaturgo, arte-educador, escritor e cineasta. Ao lado de Ivam Cabral, fundou a Cia. de Teatro Os Satyros, grupo que é referência quanto ao teatro de repertório fundamentado pela crítica político-social, coletivo, de sistema pedagógico prodigioso e estética experimental.

## Biografia
Nascido na cidade de São Paulo, capital, em 1962, Rodolfo García Vázquez esta com seu doutorado em Artes Cênicas, em andamento pela Universidade de São Paulo (USP), é mestre em Artes Cênicas (2016), com pós-graduação em Sociologia do Teatro/Arte (1989), ambos pela mesma instituição e possui graduação em Administração de Empresas pela Fundação Getúlio Vargas (FGV, 1983). Seu estudos em Sociologia do Teatro, sob orientação de Irene Cardoso, tiveram como proposta de tese o Teatro Oficina (dos anos 1964 a 1972), especificamente se dedicou a pesquisar sobre O Rei da Vela, de 1967, que enxergava como um momento de ruptura com a tradição modernista clássica. Esse estudo foi fundamental para formular a maneira com que Rodolfo compreendia as possibilidades do teatro dentro da sociedade brasileira. Sua trajetória nas Artes Cênicas, passa também, pela Escola de Teatro Macunaíma em 1985.

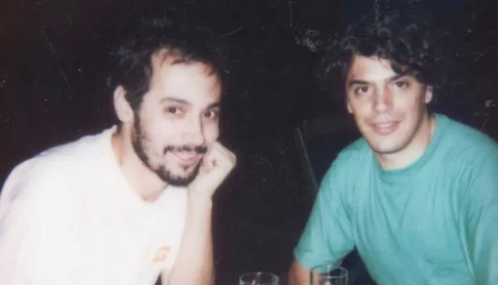
Ivam Cabral e Rodolfo García Vázquez, em 1989, no Largo do Arouche, região central de São Paulo

Em 1989 cria seu grupo teatral, a Cia. de Teatro Os Satyros junto à Ivam Cabral, tendo Rodolfo como diretor teatral, e Ivam como principal ator. Em suas pesquisas iniciais, textos de Marquês de Sade, Artaud com o Teatro da Crueldade e Nietzsche foram de suma importância para as montagens do grupo, como em Sades ou Noites com os Professores Imorais (1990) e Saló, Salomé (1991), trabalhos que potencializaram a singularidade da companhia e consolidaram sua relevância no cenário teatral nacional e internacional, nascendo assim sua sede em Lisboa, Portugal (de duração até o ano 2000).
Posteriormente nos anos 2000, Os Satyros inauguraram sua morada em São Paulo, na Praça Roosevelt, trazendo para dentro de sua coxia e narrativas as diversidades de seu entorno, com isso todas as identidades marginalizadas presentes no local são evidenciadas, questionando, o que até então, era invisível. Por seu trabalho cultural e visionário na transformação do centro histórico de São Paulo, foi reconhecido e homenageado juntamente à Ivam Cabral e o Grupo Teatral Parlapatões, com o Prêmio Cidadão SP da instituição Catraca Livre, em 2017.

"Para nós o teatro é um espaço de liberdade, de aceitação das diferenças, de visibilidade aos discursos oprimidos, aos discursos que ficam escamoteados socialmente. Nem todos esses discursos são baseados em questões econômicas, mas às vezes em questões sexuais, morais. É um espaço de reflexão sobre o ser humano na sociedade contemporânea e sobre a própria sociedade contemporânea"

Rodolfo García Vázquez em entrevista à Revista da PUCSP.

Orientador por excelência, comprometido com a importância da educação sociocultural e artística, se une à grandes nomes das artes, e nasce em 2009, a Associação dos Artistas Amigos da Praça (ADAAP), uma Organização Social de Cultura, sem fins lucrativos, com objetivo de ser agente da transformação social e de valorizar a arte-educação. Na sequência, em 2010, inauguram a SP Escola de Teatro – Centro de Formação das Artes do Palco, gerida pela ADAAP, espaço que se tornou um dos mais importantes centros de formação das artes do palco na América Latina, e onde Rodolfo García Vázquez é Coordenador de Direção Teatral, sendo um dos desenvolvedores de todo o projeto político-pedagógico da instituição ao lado de Ivam Cabral, Alberto Guzik, Cléo de Páris, Hugo Possolo, Raul Barretto, J.C. Serroni, Marici Salomão, Guilherme Bonfanti e Raul Teixeira. O modelo pedagógico da SP Escola de Teatro teve tanto destaque que se tornou uma referência para diversos projetos, entre eles a implementação da MT Escola de Teatro, em Cuiabá, instituição que utiliza toda a base formulada por Rodolfo e seus colegas, e que hoje esta associada a Universidade do Estado de Mato Grosso (UNEMAT).

## Carreira
Entendo sua função como artista, encenador e diretor, Rodolfo García Vázquez tem com seu teatro um espaço de reflexão sobre o ser humano e a sociedade contemporânea, ocupando, com os Satyros, um papel de agente social e, ao mesmo tempo, estético, com intenção de ampliar a percepção da condição humana no século XXI. Diretor generoso, Vázquez, trabalha com seu elenco de forma coletiva, utilizando técnicas pedagógicas desenvolvidas pelo próprio grupo, como os do Teatro Veloz e Teatro Expandido. Em sua histórica carreira internacional, atuou como Diretor Artístico da instituição alemã Interkunst, entre os anos de 1997 e 2004, dirigiu trabalhos nos Estados Unidos, Suécia, Alemanha, África do Sul, Cabo Verde, Quênia, entre outros. Dentre seus principais trabalhos, destacam-se Sades ou Noites com os Professores Imorais, Saló, Salomé,A Filosofia na Alcova, Os 120 Dias de Sodoma, Hipóteses para o Amor e a Verdade, Pessoas Perfeitas, A Vida na Praça Roosevelt de Dea Loher, ganhando o Prêmio Shell de melhor diretor, em 2005, dramaturga que o grupo viria a trabalhar novamente em Inocência.
Com seu grupo teatral Os Satyros esteve presente em mais de 36 países, por festivais prestigiados do mundo todo, entre eles: Wuzhen Festival (China); Kammerspielen das Theaterfestival (Alemanha); Edinburgh Fringe Festival (Reino Unido, 1993); Festival Avignon Public Off (França, 2003); Festival Internacional de Havana (Cuba, 2008 e 2015); Hollywood Fringe Festival (EUA, 2013); Thalia Theater's Lessingtage Festival (Alemanha), FITEI (Portugal), Festival Castillo de Niebla (Espanha), Hyderabad (Índia), Mülheim Theatertage Festival (Alemanha); Fringe Festival (Escócia), The Red Curtain Good Theater Festival (Índia); Festival Internacional de Teatro do Mindelo/Mindelact (Cabo Verde, 2013) entre outros.

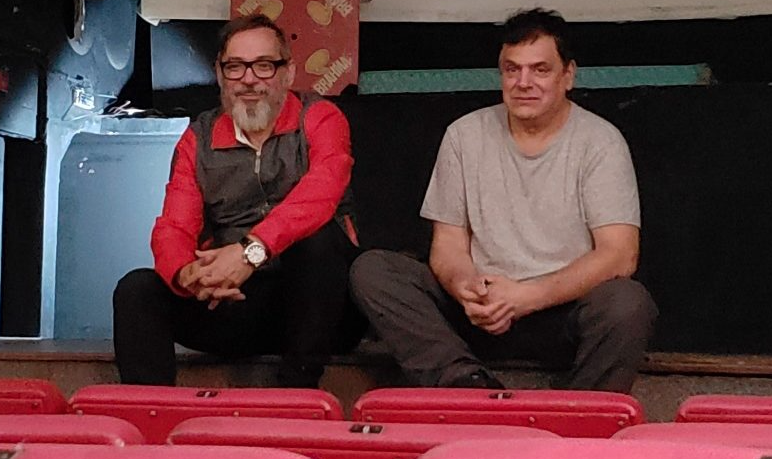
Ivam Cabral e Rodolfo García Vázquez no Cine Satyros Bijou – Sala Patrícia Pillar (2020)

Como cineasta dirigiu os longas-metragens Na Praça Roosevelt (2006), Hipóteses para o Amor e a Verdade (2015), A Filosofia na Alcova (2017) e A Arte de encarar o Medo (2021). Em 2022, foi um dos responsáveis pela reabertura do Cine Bijou, hoje Cine Satyros Bijou - Sala Patricia Pillar, que é administrado pelo grupo Os Satyros, lugar que resgata os valores do cinema de resistência, com grande foco no cinema brasileiro e empenho para colocar em cartaz, filmes que não têm oportunidade no circuito cinematográfico paulista.
Como roteirista e diretor de televisão esteve presente em importantes produções, como na série televisiva Direções (de 2007 a 2009), o telefilme A Noiva (2007) e a minissérie Além do Horizonte (2008), todas pela TV Cultura. 

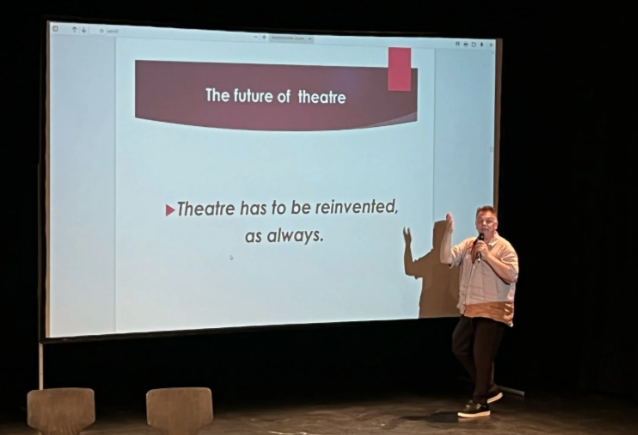
Rodolfo García Vázquez palestrando em Berlim, na Alemanha, baseada em sua pesquisa The Decolonial Directing Approach (2022)

Como arte-educador ministra aulas, palestras e workshops em universidades consagradas ao redor no mundo, em países como Reino Unido, Dinamarca, Portugal, Suíça, entre outros. Faz parte do seleto quadro de artistas docentes, como professor convidado, da Stockholms Konstnärliga Högskola, em Estocolmo, na Suécia e Taideyliopisto, Universidade de Artes de Helsinki, na Finlândia, fomentando trocas de experiências entre o teatro brasileiro e estrangeiro, Rodolfo é um dos principais interlocutores, com seu trabalho internacional, viabilizando intercâmbios tanto entre professores, como de alunos, da SP Escola de Teatro e MT Escola de Teatro, para as diversas universidade em que possuí parceria, nessas trocas também são proporcionadas residências artísticas, projetos, conferências e feiras, como a The Prague Quadrennial of Performance Design and Space, na República Tcheca.
Sua trajetória é reconhecida pela crítica tendo sido ganhador de diversos prêmios nacionais e internacionais, como o Prêmios Shell, Prêmio Associação Paulista dos Críticos de Arte (APCA), Prêmio Arte Qualidade Brasil, Prêmio Governador do Estado, Prêmio Arcanjo de Cultura e Prêmio Aplauso Brasil, entre outros.
Em sua produção bibliográfica destacamos os livros Pessoas Perfeitas (Editora Giostri, 2014), Mississipi (Editora Giostri, 2019), é membro do corpo editorial da Revista A[L]BERTO. Desde 2020 faz parte do conselho editorial da revista Theatre, Dance and Performance Training, da britânica Routledge, sendo um dos autores da obra Critical Articulations of Hope from the Margins of Arts Education, publicado pela mesma editora, publicou também artigos em vários livros e revistas científicas internacionais e ainda traduziu ao lado de Ivam Cabral o livro Planeta Tudo (2022), da escritora, dramaturga, romancista e roteirista, Esther Gerritsen (Países Baixos), pela Editora Cobogó.

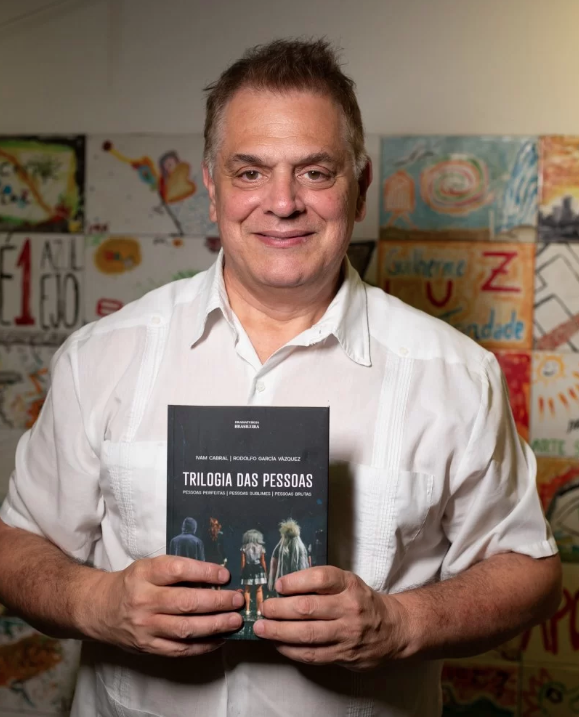
Rodolfo García Vázquez no lançamento de seu livro Trilogia das Pessoas, na SP Escola de Teatro (2023)

Em 2020, com a chegada da Pandemida da Covid-19, ao lado de Ivam Cabral, impossibilitados de produzirem o teatro convencional, desenvolveram com seu grupo Os Satyros, de forma pioneira e em esfera global o Teatro Digital, desenvolvendo métodos, até então não explorados pela classe artística, para a elaboração remota de montagens teatrais. Digitalmente conseguiram ressignificar o espetáculo e voltar a aquecer a cena teatral, logo nas primeiras montagens digitais atingiram números expressivo, ultrapassando 25 mil espectadores, gerando também muitas controvérsias ao entorno deste feito, porém para o grupo a controvérsia e o pioneirismo sempre fizeram parte de sua trajetória. Os Satyros, novamente roubaram a cena, e ganharam notoriedade mundial com seus feitos digitais, como em A Arte de Encarar o Medo / The Art Of Facing Fear, que dispôs de versões Afro-Européia e Estadunidense. Para as montagens, foram dez países, quatro continentes envolvidos: Os Satyros (Brasil), Company of Angels (EUA), Rob Lecrone (EUA), Darling Desperados (Suécia), Cie Kaddu (Senegal), Crown Troupe of Africa (Nigéria), Oddmanout Theatre Company (Inglaterra), Centro Cultural Portugues do Mindelo (Cabo Verde), Tell-a-Tale (Nigéria), The Kwasha! Theatre Company (África do Sul), The Market Theatre Laboratory (África do Sul), Village Gossip Productions (África do Sul), Combined Artform (EUA). Os espetáculos de A Arte de Encarar o Medo / The Art Of Facing Fear foram destaque nas principais premiações do teatro nacional e internacional, como BroadwayWorld Los Angeles Awards (EUA), Young-Howze Theatre Awards(EUA), Prêmio Shell, Prêmio APTR, Prêmio APCA.
Em 2024 um novo marco para a dramaturgia de Rodolfo García Vázquez, com coautoria de Ivam Cabral, a peça Snön i Brasilien – Anna du kan väl stanna (A Neve do Brasil – Anna Você Pode Ficar) é montada na Suécia, pelo grupo Darling Desesperados, e tem ganhado notoriedade pela crítica mundial. A dupla Rodolfo e Ivam já tiveram seus textos traduzidos outras línguas como para inglês, sueco, espanhol, alemão, além de livros publicados em Cuba e Angola.

## Produção Bibliográfica
| Ano  | Título | Género                                | Editora                                                | Como                                 | Natureza      |
| ---- | --- | ------------------------------------- | ------------------------------------------------------ | ------------------------------------ | ------------- |
| 2024 | A[L]BERTO #10 | Artigo                                | Selo Lucias                                            | Membro do Conselho Editorial         | Revista       |
| 2024 | A[L]BERTO #9 | Artigo                                | Selo Lucias                                            | Membro do Conselho Editorial         | Revista       |
| 2023 | Trilogia das Pessoas | Dramaturgia Brasileira                | Giostri                                                | Coautor com Ivam Cabral              | Livro         |
| 2023 | Stage it and stream it - Plays for virtual theater                                                                                | História do Teatro                    | Lanham:The Rowman & Littlefield Publishing Group (EUA) | Coautor com Ivam Cabral              | Livro         |
| 2022 | Os Condenados | Dramaturgia Brasileira                | Giostri                                                | Coautor com Ivam Cabral              | Livro         |
| 2022 | Planeta Tudo / Planet Everything                                                                                                  | Dramaturgia Holandesa                 | Cobogó                                                 | Tradução com Ivam Cabral             | Livro         |
| 2021 | 1991 ou a Imperfeição do Amor | Dramaturgia Brasileira                | Giostri                                                | Coautor com Ivam Cabral              | Livro         |
| 2021 | Aurora | Dramaturgia Brasileira                | Giostri                                                | Coautor com Ivam Cabral              | Livro         |
| 2020 | Dramaturgia em pandemia: Peças Curtas                                                                                             | Dramaturgia Brasileira                | Giostri                                                | Coautor com Ivam Cabral              | Livro         |
| 2019 | Mississipi | Dramaturgia Brasileira                | Giostri                                                | Coautor com Ivam Cabral              | Livro         |
| 2019 | Critical Articulations of Hope from the Margins of Arts Education - International Perspectives and Practices                      | Pedagogia Teatral                     | Routlege (UK)                                          | Coautor                              | Livro         |
| 2018 | O Incrível Mundo dos Baldios | Dramaturgia Brasileira                | Giostri                                                | Coautor com Ivam Cabral              | Livro         |
| 2017 | Pessoas Brutas | Dramaturgia Brasileira                | Giostri                                                | Coautor com Ivam Cabral              | Livro         |
| 2017 | Pink Star | Dramaturgia Brasileira                | Giostri                                                | Coautor com Ivam Cabral              | Livro         |
| 2016 | A Brazilian pedagogical project for the teaching of the arts in the twenty-first century. Theatre, Dance and Performance Training | Artigo                                | Taylor & Francis                                       | Coautor com Ivam Cabral              | Jornais       |
| 2016 | Pessoas Sublimes | Dramaturgia Brasileira                | Giostri                                                | Coautor com Ivam Cabral              | Livro         |
| 2015 | A[L]BERTO #8 | Artigo                                | SP Escola de Teatro                                    | Membro do Conselho Editorial         | Revista       |
| 2014 | Pessoas Perfeitas | Dramaturgia Brasileira                | Giostri                                                | Coautor com Ivam Cabral              | Livro         |
| 2014 | A[L]BERTO #7 | Artigo                                | SP Escola de Teatro                                    | Membro do Conselho Editorial         | Revista       |
| 2014 | A[L]BERTO #6 | Artigo                                | SP Escola de Teatro                                    | Membro do Conselho Editorial         | Revista       |
| 2013 | A[L]BERTO #5 | Artigo                                | SP Escola de Teatro                                    | Membro do Conselho Editorial         | Revista       |
| 2013 | A[L]BERTO - Especial Dramaturgia                                                                                                  | Artigo                                | SP Escola de Teatro                                    | Membro do Conselho Editorial         | Revista       |
| 2013 | A[L]BERTO #4 | Artigo                                | SP Escola de Teatro                                    | Membro do Conselho Editorial         | Revista       |
| 2012 | A[L]BERTO #3 | Artigo                                | SP Escola de Teatro                                    | Membro do Conselho Editorial         | Revista       |
| 2012 | A[L]BERTO #2 | Artigo                                | SP Escola de Teatro                                    | Membro do Conselho Editorial         | Revista       |
| 2011 | A[L]BERTO #1 - Por um Teatro Expandido                                                                                            | Artigo                                | SP Escola de Teatro                                    | Autor e Membro do Conselho Editorial | Revista       |
| 2011 | Os Satyros | Arte e História do Teatro dos Satyros | Imprensa Oficial                                       | Coautor                              | Livro de Arte |
| 2010 | O Teatro de Rodolfo García Vázquez                                                                                                | História do Teatro dos Satyros        | Imprensa Oficial                                       | Autor                                | Livro         |
| 2006 | Cia. de Teatro Os Satyros: Um Palco Visceral                                                                                      | História do Teatro                    | Imprensa Oficial                                       | Coautor                              | Livro         |
| 2006 | Brothers Cactus: Contistas da Roosevelt                                                                                           | Contos                                | Editora Alaúde                                         | Coautor                              | Livro         |

## Teatro[73]
| Ano  | Trabalho                                                                                                | Texto                                                                                     | Como                           | Local                                                    | Realização                                   |
| ---- | --- | ----------------------------------------------------------------------------------------- | ------------------------------ | -------------------------------------------------------- | -------------------------------------------- |
| 2024 | Snön i Brasilien – Anna du kan väl stanna (A Neve do Brasil – Anna Você Pode Ficar)                     | Rodolfo García Vázquez e Ivam Cabral                                                      | Dramaturgia                    | Moriska Paviljongen, Suécia                              | Darling Desesperados                         |
| 2024 | A Casa de Bernarda Alba                                                                                 | Federico García Lorca                                                                     | Direção e Pesquisa Teatral     | Sesc                                                     | Os Satyros                                   |
| 2024 | O Barbeiro de Sevilha                                                                                   | Gioachino Rossini                                                                         | Direção                        | Teatro Bradesco                                          | UniOpera                                     |
| 2024 | Fluxo                                                                                                   | Coletivo                                                                                  | Coordenação                    | Espaço dos Satyros                                       | Os Satyros                                   |
| 2023 | As Bruxas de Salém                                                                                      | Arthur Miller                                                                             | Direção                        | Espaço dos Satyros                                       | Os Satyros                                   |
| 2023 | Aurora                                                                                                  | Rodolfo García Vázquez e Ivam Cabral                                                      | Direção e Dramaturgia          | Espaço dos Satyros                                       | Os Satyros                                   |
| 2023 | La Traviata                                                                                             | Giuseppe Verdi                                                                            | Direção                        | Teatro Bradesco                                          | UniOpera                                     |
| 2023 | Carmen                                                                                                  | Georges Bizet                                                                             | Direção                        | Teatro Bradesco                                          | UniOpera                                     |
| 2022 | Os Condenados                                                                                           | Rodolfo García Vázquez e Ivam Cabral                                                      | Direção e Dramaturgia          | Espaço dos Satyros                                       | Os Satyros                                   |
| 2021 | The Art of Facing Fear - World United Version                                                           | Rodolfo García Vázquez e Ivam Cabral                                                      | Direção e Dramaturgia          | Espaço Digital dos Satyros                               | Os Satyros                                   |
| 2021 | As Mariposas                                                                                            | Rodolfo García Vázquez e Ivam Cabral                                                      | Direção e Dramaturgia          | Espaço Digital dos Satyros                               | Os Satyros                                   |
| 2021 | A Love Song                                                                                             | Henrique Mello e Roberto Francisco                                                        | Direção                        | Espaço Digital dos Satyros                               | Os Satyros                                   |
| 2021 | Cabaret Dada                                                                                            | Rodolfo García Vázquez e Ivam Cabral                                                      | Direção e Dramaturgia          | Espaço Digital dos Satyros                               | Os Satyros                                   |
| 2021 | Millennials                                                                                             | Coletivo                                                                                  | Direção                        | Espaço Digital dos Satyros                               | Satyros Teens                                |
| 2021 | Aurora                                                                                                  | Rodolfo García Vázquez e Ivam Cabral                                                      | Direção e Dramaturgia          | Espaço Digital dos Satyros                               | Os Satyros                                   |
| 2021 | Toshanisha: The New Normals                                                                             | Rodolfo García Vázquez e Ivam Cabral                                                      | Direção e Dramaturgia          | Espaço Digital dos Satyros                               | Os Satyros e Bold Theatre Kenya              |
| 2021 | Uma Peça Para Salvar o Mundo                                                                            | Rodolfo García Vázquez e Ivam Cabral                                                      | Direção e Dramaturgia          | Espaço Digital dos Satyros                               | Os Satyros                                   |
| 2021 | Geração Alpha                                                                                           | Soraia Saide                                                                              | Direção                        | Espaço Digital dos Satyros                               | Os Satyros                                   |
| 2021 | Pessoas Perfeitas Digital                                                                               | Rodolfo García Vázquez e Ivam Cabral                                                      | Direção e Dramaturgia          | Espaço Digital dos Satyros                               | Os Satyros                                   |
| 2021 | Pink Star Digital                                                                                       | Rodolfo García Vázquez e Ivam Cabral                                                      | Direção e Dramaturgia          | Espaço Digital dos Satyros                               | Os Satyros                                   |
| 2021 | Uma Canção de Amor Digital                                                                              | Rodolfo García Vázquez e Ivam Cabral                                                      | Direção e Dramaturgia          | Espaço Digital dos Satyros                               | Os Satyros                                   |
| 2020 | A Arte de Encarar o Medo                                                                                | Rodolfo García Vázquez e Ivam Cabral                                                      | Direção e Dramaturgia          | Espaço Digital dos Satyros                               | Os Satyros                                   |
| 2020 | Novos Normais: Sobre Sexo e Outros Desejos Pandêmicos                                                   | Rodolfo García Vázquez e Ivam Cabral                                                      | Roteiro e Direção              | Espaço Digital dos Satyros                               | Os Satyros                                   |
| 2020 | The Art of Facing Fear - Versão Afro-Europeia                                                           | Rodolfo García Vázquez e Ivam Cabral                                                      | Dramaturgia, Roteiro e Direção | Espaço Digital dos Satyros                               | Os Satyros e The Red Curtain International   |
| 2020 | The Art of Facing Fear - Versão Estadunidense                                                           | Rodolfo García Vázquez e Ivam Cabral                                                      | Roteiro e Direção              | Espaço Digital dos Satyros                               | Os Satyros e The Red Curtain International   |
| 2020 | Macbeth Project #Nº6                                                                                    | William Shakespeare                                                                       | Direção                        | Espaço Digital dos Satyros                               | Os Satyros                                   |
| 2020 | Todos Os Sonhos do Mundo Digital                                                                        | Rodolfo García Vázquez e Ivam Cabral                                                      | Direção e Dramaturgia          | Espaço Digital dos Satyros                               | Os Satyros                                   |
| 2020 | 1991 ou A Imperfeição do Amor Digital                                                                   | Rodolfo García Vázquez e Ivam Cabral                                                      | Direção e Dramaturgia          | Espaço Digital dos Satyros                               | Os Satyros                                   |
| 2019 | Que Bicho Sou Eu?                                                                                       | Rodolfo García Vázquez e Ivam Cabral                                                      | Direção e Dramaturgia          | Espaço dos Satyros                                       | Satyros Teens                                |
| 2019 | Mississipi                                                                                              | Rodolfo García Vázquez e Ivam Cabral                                                      | Direção e Dramaturgia          | Sesc                                                     | Os Satyros                                   |
| 2019 | Uma Canção de Amor                                                                                      | Ivam Cabral, Henrique Mello e Roberto Francisco                                           | Direção                        | Espaço dos Satyros                                       | Os Satyros                                   |
| 2019 | Alegorias Pantagruélicas                                                                                | François Rabelais                                                                         | Direção                        | Estação Satyros                                          | Satyros Lab                                  |
| 2019 | Baderna Planet                                                                                          | Rodolfo García Vázquez e Ivam Cabral                                                      | Direção e Dramaturgia          | Estação Satyros                                          | Os Satyros                                   |
| 2018 | Sonho De Uma Noite De Verão                                                                             | William Shakespeare                                                                       | Direção                        | Estação Satyros                                          | Satyros Lab                                  |
| 2018 | Vida Sublime                                                                                            | Coletivo                                                                                  | Direção                        | Estação Satyros                                          | Satyros Teens                                |
| 2018 | O Incrível Mundo dos Baldios                                                                            | Rodolfo García Vázquez e Ivam Cabral                                                      | Direção e Dramaturgia          | Espaço dos Satyros                                       | Os Satyros                                   |
| 2018 | Cabaret Transperipatético                                                                               | Coletivo                                                                                  | Direção                        | Estação Satyros                                          | Os Satyros                                   |
| 2018 | Helenas                                                                                                 | Heinrich Kraemer e James Sprenger                                                         | Direção                        | Espaço dos Satyros                                       | Satyros Lab                                  |
| 2017 | Pessoas Brutas                                                                                          | Rodolfo García Vázquez e Ivam Cabral                                                      | Direção e Dramaturgia          | Espaço dos Satyros                                       | Os Satyros                                   |
| 2017 | Se Essa Rua Fosse Minha                                                                                 | Coletivo                                                                                  | Direção                        | Espaço dos Satyros                                       | Satyros Teens                                |
| 2017 | Cabaret dos Artistas                                                                                    | Rodolfo García Vázquez e Ivam Cabral                                                      | Direção e Dramaturgia          | Espaço dos Satyros                                       | Os Satyros                                   |
| 2017 | Todos Os Sonhos do Mundo                                                                                | Rodolfo García Vázquez e Ivam Cabral                                                      | Direção e Dramaturgia          | Espaço dos Satyros                                       | Os Satyros                                   |
| 2017 | Pequeno Cidadão do Futuro                                                                               | Coletivo                                                                                  | Direção                        | Canteira Norte Shopping                                  | Os Satyros                                   |
| 2017 | Pink Star                                                                                               | Rodolfo García Vázquez e Ivam Cabral                                                      | Direção e Dramaturgia          | Estação Satyros                                          | Os Satyros                                   |
| 2017 | Vida Perfeita                                                                                           | Coletivo                                                                                  | Direção                        | Espaço dos Satyros                                       | Satyros Teens                                |
| 2016 | Pessoas Sublimes                                                                                        | Rodolfo García Vázquez e Ivam Cabral                                                      | Direção e Dramaturgia          | Espaço dos Satyros                                       | Os Satyros                                   |
| 2016 | Cabaré Fucô, Um Quase Musical                                                                           | Rodolfo García Vázquez e Ivam Cabral                                                      | Direção e Dramaturgia          | Estação Satyros                                          | Os Satyros                                   |
| 2016 | O Haiti Somos Nós                                                                                       | Rodolfo García Vázquez e Ivam Cabral                                                      | Direção e Dramaturgia          | Espaço dos Satyros                                       | Os Satyros                                   |
| 2016 | Vida Bruta                                                                                              | Coletivo                                                                                  | Direção                        | Espaço dos Satyros                                       | Satyros Teens                                |
| 2015 | Juliette                                                                                                | Marquês de Sade                                                                           | Direção                        | Espaço dos Satyros                                       | Os Satyros                                   |
| 2015 | Meu Mundo em Preto e Branco                                                                             | Coletivo                                                                                  | Direção                        | Espaço dos Satyros                                       | Satyros Teens                                |
| 2015 | A Filosofia na Alcova                                                                                   | Marquês de Sade                                                                           | Direção                        | Espaço dos Satyros                                       | Os Satyros                                   |
| 2015 | Na Real                                                                                                 | Coletivo                                                                                  | Direção                        | Espaço dos Satyros                                       | Satyros Teens                                |
| 2015 | Os 120 Dias de Sodoma                                                                                   | Marquês de Sade                                                                           | Direção                        | Espaço dos Satyros                                       | Os Satyros                                   |
| 2014 | Não Amarás - E Se Fez A Humanidade Ciborgue em 7 dias                                                   | Rodolfo García Vázquez, Ivam Cabral e Contardo Calligaris                                 | Direção e Dramaturgia          | Espaço dos Satyros                                       | Os Satyros                                   |
| 2014 | Não Morrerás - E Se Fez A Humanidade Ciborgue em 7 dias                                                 | Rodolfo García Vázquez, Ivam Cabral e Drauzio Varella                                     | Direção e Dramaturgia          | Espaço dos Satyros                                       | Os Satyros                                   |
| 2014 | Não Permanecerás - E Se Fez A Humanidade Ciborgue em 7 dias                                             | Rodolfo García Vázquez, Ivam Cabral e Pedro Burgos                                        | Direção e Dramaturgia          | Espaço dos Satyros                                       | Os Satyros                                   |
| 2014 | Não Fornicarás - E Se Fez A Humanidade Ciborgue em 7 dias                                               | Rodolfo García Vázquez, Ivam Cabral e Rosana Hermann                                      | Direção e Dramaturgia          | Espaço dos Satyros                                       | Os Satyros                                   |
| 2014 | Não Saberás - E Se Fez A Humanidade Ciborgue em 7 dias                                                  | Rodolfo García Vázquez, Ivam Cabral e Marcos Piani                                        | Direção e Dramaturgia          | Espaço dos Satyros                                       | Os Satyros                                   |
| 2014 | Não Salvarás - E Se Fez A Humanidade Ciborgue em 7 dias                                                 | Rodolfo García Vázquez, Ivam Cabral e Xico Sá                                             | Direção e Dramaturgia          | Espaço dos Satyros                                       | Os Satyros                                   |
| 2014 | Não Vencerás - E Se Fez A Humanidade Ciborgue em 7 dias                                                 | Rodolfo García Vázquez, Ivam Cabral e Marici Salomão                                      | Direção e Dramaturgia          | Espaço dos Satyros                                       | Os Satyros                                   |
| 2014 | 3x Roveri / Os Que Vêm Com A Maré / Rodolfo García Vázquez                                              | Sérgio Roveri                                                                             | Direção                        | Espaço dos Satyros                                       | Os Satyros, Os Fofos Encenam e Grupo Pandega |
| 2014 | 3x Roveri / Os Que Vêm Com A Maré / Fernando Neves                                                      | Sérgio Roveri                                                                             | Direção                        | Espaço dos Satyros                                       | Os Satyros, Os Fofos Encenam e Grupo Pandega |
| 2014 | 3x Roveri / Os Que Vêm Com A Maré / Maria Alice Vergueiro                                               | Sérgio Roveri                                                                             | Direção                        | Espaço dos Satyros                                       | Os Satyros, Os Fofos Encenam e Grupo Pandega |
| 2014 | Pessoas Perfeitas                                                                                       | Rodolfo García Vázquez e Ivam Cabral                                                      | Direção e Dramaturgia          | Espaço dos Satyros                                       | Os Satyros                                   |
| 2014 | Juntos                                                                                                  | Rodolfo García Vázquez                                                                    | Direção e Dramaturgia          | Espaço dos Satyros                                       | Os Satyros                                   |
| 2013 | Philosophy In The Boudoir                                                                               | Marquês de Sade, Rodolfo García Vázquez e Ivam Cabral                                     | Direção e Dramaturgia          | Ensemble Studio Theatre - Los Angeles                    | Os Satyros e Theatre Asylum                  |
| 2013 | Adomercidos                                                                                             | Jon Fosse                                                                                 | Direção                        | Espaço dos Satyros                                       | Os Satyros                                   |
| 2013 | Édipo na Praça                                                                                          | Sófocles, Rodolfo García Vázquez e Ivam Cabral                                            | Direção e Dramaturgia          | Espaço dos Satyros e Praça Roosevelt                     | Os Satyros                                   |
| 2013 | Mindelact (Inferno na Paisagem Belga)                                                                   | Rodolfo García Vázquez e Ivam Cabral                                                      | Direção e Dramaturgia          | Festival Internacional de Teatro do Mindelo (Cabo Verde) | Os Satyros                                   |
| 2013 | Philosophy In The Alcove                                                                                | Marquês de Sade                                                                           | Direção                        | Theatre Asylum, Los Angeles (EUA)                        | Theatre Asylum e Cia. de Teatro Os Satyros   |
| 2012 | Satyros Satyricon (Trincha, Satyricon e Suburra)                                                        | Petrônio e Evaldo Mocarzel                                                                | Coordenação e Direção          | Estação Satyros                                          | Os Satyros                                   |
| 2012 | Inferno na Paisagem Belga                                                                               | Rodolfo García Vázquez e Ivam Cabral                                                      | Atuação e Dramaturgia          | Espaço dos Satyros                                       | Os Satyros                                   |
| 2012 | Criança Cidadã                                                                                          | Gilberto Dimenstein, Rodolfo García Vázquez e Ivam Cabral                                 | Atuação e Dramaturgia          | Estação Satyros                                          | Os Satyros                                   |
| 2011 | O Último Stand Up                                                                                       | Rodolfo García Vázquez e Ivam Cabral                                                      | Direção e Dramaturgia          | Teatro Paiol                                             | Os Satyros                                   |
| 2011 | Azul, Doce Azul                                                                                         | Gustavo Aragão Cardoso                                                                    | Direção                        | Sesc                                                     | Satyros Educação                             |
| 2011 | Cabaret Stravaganza                                                                                     | Maria Shu                                                                                 | Direção e Dramaturgia          | Espaço dos Satyros                                       | Os Satyros                                   |
| 2011 | Na Real                                                                                                 | Coletivo                                                                                  | Direção                        | Espaço dos Satyros                                       | Satyros Teens                                |
| 2010 | Hipóteses para o Amor e a Verdade                                                                       | Rodolfo García Vázquez e Ivam Cabral                                                      | Direção e Dramaturgia          | Espaço dos Satyros                                       | Os Satyros                                   |
| 2010 | Roberto Zucco                                                                                           | Bernard-Marie Koltès                                                                      | Direção                        | Espaço dos Satyros                                       | Os Satyros                                   |
| 2009 | Liz | Rodolfo García Vázquez, Ivam Cabral e Reinaldo Montero                                    | Direção e Dramaturgia          | Sesc                                                     | Os Satyros                                   |
| 2009 | Monólogo da Velha Apresentadora                                                                         | Marcelo Mirisola                                                                          | Direção                        | Espaço dos Satyros                                       | Os Satyros                                   |
| 2009 | Justine                                                                                                 | Rodolfo García Vázquez e Ivam Cabral                                                      | Direção e Dramaturgia          | Estação Satyros                                          | Os Satyros                                   |
| 2009 | Solidão Também Acompanha                                                                                | Fabíola Alves e Roberto Audio                                                             | Direção                        | Espaço dos Satyros                                       | Os Satyros                                   |
| 2009 | Cansei de Tomar Fanta                                                                                   | Alberto Guzik, Rodolfo García Vázquez e Ivam Cabral                                       | Direção                        | Espaço dos Satyros                                       | Os Satyros                                   |
| 2009 | Safo | Ivam Cabral, Marguerite Yourcenar e Virgínia Woolf                                        | Direção                        | Espaço dos Satyros                                       | Os Satyros                                   |
| 2008 | Vestido de Noiva                                                                                        | Nelson Rodrigues                                                                          | Direção                        | Itaú Cultural                                            | Os Satyros                                   |
| 2008 | O Amante de Lady Chatterley                                                                             | D. H. Lawrence, Rodolfo García Vázquez, Ivam Cabral, Germano Pereira e Rubens Ewald Filho | Direção e Dramaturgia          | Espaço dos Satyros                                       | Os Satyros                                   |
| 2008 | Esse Rio é Minha Rua                                                                                    | Rodolfo García Vázquez e Ivam Cabral                                                      | Direção e Dramaturgia          | Teatro Adamastor                                         | Os Satyros                                   |
| 2007 | Hamlet-Gasshô                                                                                           | William Shakespeare, Rubens Ewald Filho, Rodolfo García Vázquez e Ivam Cabral             | Direção                        | Estação Satyros                                          | Os Satyros                                   |
| 2007 | El Turco                                                                                                | Roberto Audio, Rodolfo García Vázquez e Ivam Cabral                                       | Direção e Dramaturgia          | Estação Satyros                                          | Núcleo Experimental dos Satyros              |
| 2007 | Divinas Palavras                                                                                        | Ramón del Valle-Inclán                                                                    | Direção                        | Estação Satyros                                          | Os Satyros                                   |
| 2007 | O Dia Das Crianças                                                                                      | Sérigio Roveri                                                                            | Direção                        | CEUs de São Paulo                                        | Os Satyros                                   |
| 2007 | O Burguês Fidalgo                                                                                       | Molière                                                                                   | Direção                        | Teatro Paiol                                             | Os Satyros                                   |
| 2007 | Cidadão de Papel                                                                                        | Sérgio Roveri e Gilberto Dimenstein                                                       | Direção                        | Teatro da Vila                                           | Os Satyros                                   |
| 2007 | Segunda-Feira: O Amor do Sim - E Se Fez a Praça Roosevelt em 7 Dias                                     | Mário Viana                                                                               | Coordenação Artística          | Espaço dos Satyros                                       | Os Satyros                                   |
| 2007 | Terça-Feira: Na Noite da Praça - E Se Fez a Praça Roosevelt em 7 Dias                                   | Alberto Guzik                                                                             | Coordenação Artística          | Espaço dos Satyros                                       | Os Satyros                                   |
| 2007 | Quarta Feira: Impostura - E Se Fez a Praça Roosevelt em 7 Dias                                          | Marici Salomão                                                                            | Direção                        | Espaço dos Satyros                                       | Os Satyros                                   |
| 2007 | Quinta Feira: Hoje é Dia do Amor - E Se Fez a Praça Roosevelt em 7 Dias                                 | João Silvério Trevisan                                                                    | Coordenação Artística          | Espaço dos Satyros                                       | Os Satyros                                   |
| 2007 | Sexta Feira: A Noite do Aquário - E Se Fez a Praça Roosevelt em 7 Dias                                  | Sérgio Roveri                                                                             | Coordenação Artística          | Espaço dos Satyros                                       | Os Satyros                                   |
| 2007 | Sábado: Assassinos, Suínos & Outras Histórias da Praça Roosevelt - E Se Fez a Praça Roosevelt em 7 Dias | Jarbas Capusso                                                                            | Coordenação Artística          | Espaço dos Satyros                                       | Os Satyros                                   |
| 2007 | Domingo: Uma Pilha de Pratos na Cozinha - E Se Fez a Praça Roosevelt em 7 Dias                          | Mário Bortolotto                                                                          | Coordenação Artística          | Espaço dos Satyros                                       | Os Satyros                                   |
| 2006 | Joana Evangelista                                                                                       | Vange Leonel                                                                              | Direção                        | Estação Satyros                                          | Os Satyros                                   |
| 2006 | Inocência                                                                                               | Dea Loher                                                                                 | Direção                        | Espaço dos Satyros                                       | Os Satyros                                   |
| 2006 | Os 120 Dias de Sodoma                                                                                   | Marquês de Sade                                                                           | Direção                        | Espaço dos Satyros                                       | Os Satyros                                   |
| 2005 | Rua Taylor nº 214 - Um Outro Ensaio sobre Nelson                                                        | Nelson Rodrigues                                                                          | Direção                        | Espaço dos Satyros                                       | Núcleo Experimental dos Satyros              |
| 2005 | Cosmogonia - Experimento N°1                                                                            | Rodolfo García Vázquez e Ivam Cabral                                                      | Direção e Dramaturgia          | Espaço dos Satyros                                       | Os Satyros                                   |
| 2005 | O Céu é Cheio de Uivos, Latidos e Fúria dos Cães da Praça Roosevelt                                     | Jarbas Capusso Filho, Rodolfo García Vázquez e Ivam Cabral                                | Direção e Dramaturgia          | Espaço dos Satyros                                       | Núcleo Experimental dos Satyros              |
| 2005 | A Vida Na Praça Roosevelt                                                                               | Dea Loher                                                                                 | Direção                        | Espaço dos Satyros                                       | Os Satyros                                   |
| 2005 | Vestir o Corpo de Espinhos                                                                              | Antonin Artaud                                                                            | Direção                        | Estação Satyros                                          | Núcleo Experimental dos Satyros              |
| 2004 | Transex                                                                                                 | Rodolfo García Vázquez e Ivam Cabral                                                      | Direção e Dramaturgia          | Espaço dos Satyros                                       | Os Satyros                                   |
| 2004 | Kaspar ou a Triste História do Pequeno Rei do Infinito Arrancado de Sua Casca de Noz                    | Rodolfo García Vázquez e Ivam Cabral                                                      | Direção e Dramaturgia          | Espaço dos Satyros                                       | Os Satyros                                   |
| 2004 | Ensaio Sobre Nelson                                                                                     | Rodolfo García Vázquez, Ivam Cabral, Nora Toledo e Jarbas Capusso Filho                   | Direção                        | Espaço dos Satyros                                       | Núcleo Experimental dos Satyros              |
| 2004 | Sobre Ventos na Fronteira                                                                               | Rodolfo García Vázquez e Ivam Cabral                                                      | Direção e Dramaturgia          | Espaço dos Satyros (Curitiba)                            | Os Satyros                                   |
| 2003 | Antígona                                                                                                | Sófocles, Leconte de Lisle e Fausto Fuser                                                 | Direção                        | Espaço dos Satyros                                       | Os Satyros                                   |
| 2003 | A Filosofia na Alcova                                                                                   | Marquês de Sade                                                                           | Direção                        | Espaço dos Satyros (Curitiba)                            | Os Satyros                                   |
| 2003 | Faz de Conta Que Tem Sol Lá Fora                                                                        | Ivam Cabral e Rodolfo García Vázquez                                                      | Direção e Dramaturgia          | Espaço dos Satyros                                       | Os Satyros                                   |
| 2002 | De Profundis                                                                                            | Ivam Cabral e Oscar Wilde                                                                 | Direção                        | Espaço dos Satyros                                       | Os Satyros                                   |
| 2002 | O Terrível Capitão do Mato                                                                              | Martins Pena                                                                              | Direção                        | Espaço dos Satyros                                       | Os Satyros                                   |
| 2002 | Pranto de Maria Parda                                                                                   | Gil Vicente                                                                               | Direção                        | Espaço dos Satyros                                       | Os Satyros                                   |
| 2001 | Quinhentas Vozes                                                                                        | Zeca Corrêa Leite                                                                         | Direção                        | Curitiba                                                 | Os Satyros                                   |
| 2001 | Sappho de Lesbos                                                                                        | Rodolfo García Vázquez, Ivam Cabral e Patrícia Aguille                                    | Direção e Dramaturgia          | Curitiba                                                 | Os Satyros                                   |
| 2001 | Romeu e Julieta                                                                                         | William Shakespeare                                                                       | Direção                        | Curitiba                                                 | Os Satyros                                   |
| 2000 | Pacto de Sangue                                                                                         | Ramón María del Valle-Inclan                                                              | Direção                        | Espaço dos Satyros (Curitiba)                            | Os Satyros                                   |
| 2000 | A Dança da Morte                                                                                        | August Strindberg                                                                         | Direção                        | Teatro José Maria dos Santos (Curitiba)                  | Os Satyros                                   |
| 2000 | Retábulo da Avareza, Luxúria e Morte                                                                    | Ramón María del Valle-Inclan                                                              | Direção                        | Espaço dos Satyros                                       | Os Satyros                                   |
| 2000 | 50 Years Difference                                                                                     | Rodolfo García Vázquez e Ivam Cabral                                                      | Direção e Dramaturgia          | Interkunst (Alemanha)                                    | Os Satyros                                   |
| 1999 | A Frarsa de Inês Pereira                                                                                | Gil Vicente                                                                               | Direção                        | Curitiba                                                 | Os Satyros                                   |
| 1999 | Coriolano                                                                                               | William Shakespeare                                                                       | Direção                        | Curitiba                                                 | Os Satyros                                   |
| 1999 | A Mais Forte                                                                                            | Friedrich Schiller e August Strindberg                                                    | Direção                        | Curitiba                                                 | Os Satyros                                   |
| 1998 | Urfaust                                                                                                 | Johann Wolfgang von Goethe                                                                | Direção                        | Curitiba                                                 | Os Satyros                                   |
| 1998 | Medea                                                                                                   | Rodolfo García Vázquez, Ivam Cabral, Ana Fabrício, Sófocles e Eurípides                   | Direção e Dramaturgia          | Teatro Guaíra (Curitiba)                                 | Os Satyros                                   |
| 1998 | Os Cantos de Maldoror                                                                                   | Conde de Lautréamont                                                                      | Direção                        | Espaço do Grupo Resistência (Curitiba)                   | Os Satyros                                   |
| 1997 | Electra                                                                                                 | Rodolfo García Vázquez, Ivam Cabral Sófocles e Eurípides                                  | Direção e Dramaturgia          | Curitiba                                                 | Os Satyros                                   |
| 1997 | Divinas Palavras                                                                                        | Ramón María del Valle-Inclan                                                              | Direção                        | Museu da Eletricidade (Portugal)                         | Os Satyros                                   |
| 1997 | Killer Disney                                                                                           | Philip Ridley                                                                             | Direção                        | Teatro Guaíra (Curitiba)                                 | Os Satyros                                   |
| 1996 | Hamlet-Machine                                                                                          | Heiner Müller                                                                             | Direção e Dramaturgia          | Museu da Cidade (Portugal)                               | Os Satyros                                   |
| 1996 | Prometeu Agrilhoado                                                                                     | Rodolfo García Vázquez e Ivam Cabral                                                      | Direção e Dramaturgia          | Curitiba                                                 | Os Satyros                                   |
| 1996 | Woyzeck                                                                                                 | Georg Büchner                                                                             | Direção                        | Teatro da Trindade (Portugal)                            | Os Satyros                                   |
| 1995 | Sappho de Lesbos                                                                                        | Rodolfo García Vázquez, Ivam Cabral e Patrícia Aguille                                    | Direção                        | Teatro Ibérico (Portugal)                                | Os Satyros                                   |
| 1995 | Quando Você Disse Que Me Amava                                                                          | Rodolfo García Vázquez e Ivam Cabral                                                      | Direção e Dramaturgia          | Curitiba                                                 | Os Satyros                                   |
| 1995 | Valsa N°6                                                                                               | Nelson Rodrigues                                                                          | Direção                        | Lisboa (Portugal)                                        | Os Satyros                                   |
| 1993 | A Filosofia na Alcova                                                                                   | Marquês de Sade                                                                           | Direção                        | Lisboa (Portugal)                                        | Os Satyros                                   |
| 1993 | Rusty Brown em Lisboa                                                                                   | Miguel Barbosa                                                                            | Direção                        | Lisboa (Portugal)                                        | Os Satyros                                   |
| 1993 | De Profundis                                                                                            | Rodolfo García Vázquez, Ivam Cabral e Oscar Wilde                                         | Direção e Dramaturgia          | Bartart (Portugal)                                       | Os Satyros                                   |
| 1992 | Munacuyay                                                                                               | Rodolfo García Vázquez e Ivam Cabral                                                      | Direção e Dramaturgia          | Teatro Bela Vista                                        | Os Satyros                                   |
| 1992 | Viva a Palhoça                                                                                          | Rodolfo García Vázquez e Ivam Cabral                                                      | Direção e Dramaturgia          | Centro Cultural São Paulo (CCSP)                         | Os Satyros                                   |
| 1991 | A Proposta                                                                                              | Anton Tchekhov, Rodolfo García Vázquez e Ivam Cabral                                      | Direção                        | Teatro Bela Vista                                        | Os Satyros                                   |
| 1991 | Saló, Salomé                                                                                            | Rodolfo García Vázquez e Ivam Cabral                                                      | Direção e Dramaturgia          | Teatro Bela Vista                                        | Os Satyros                                   |
| 1991 | Uma Arquitetutra para a Morte                                                                           | Rodolfo García Vázquez e Ivam Cabral                                                      | Direção                        | Teatro Bela Vista                                        | Os Satyros                                   |
| 1990 | Sades ou Noites com os Professores Imorais                                                              | Rodolfo García Vázquez e Ivam Cabral                                                      | Direção e Dramaturgia          | Curitiba                                                 | Os Satyros                                   |
| 1989 | Um Qorpo Santo Dois - Revisitando                                                                       | José Joaquim de Campos Leão                                                               | Direção                        | Teatro Estação Madame Satã                               | Grupo Teatro de Ava Gardner                  |
| 1989 | Aventuras de Arlequim                                                                                   | Rodolfo García Vázquez e Ivam Cabral                                                      | Direção                        | Teatro Zero Hora                                         | Os Satyros                                   |
| 1988 | Um Qorpo Santo                                                                                          | José Joaquim de Campos Leão                                                               | Direção                        | Teatro Bela Vista                                        | Grupo Teatro de Ava Gardner                  |
| 1988 | Y Asi Se Baila El Tango                                                                                 | Julio Cortázar                                                                            | Direção                        | Teatro Bela Vista                                        | Grupo Teatro de Ava Gardner                  |

## Audiovisual
| Ano  | Trabalho                                            | Natureza                            | Realização                                             | Direção e Roteiro                                             | Notas |
| ---- | --------------------------------------------------- | ----------------------------------- | ------------------------------------------------------ | ------------------------------------------------------------- | --- |
| 2021 | A Arte de Encarar o Medo                            | Filme                               | Os Satyros, Satyros Cinema                             | Rodolfo García Vázquez e Ivam Cabra                           | |
| 2017 | A Filosofia na Alcova                               | Filme                               | Os Satyros, Satyros Cinema                             | Rodolfo García Vázquez e Ivam Cabra                           | Elenco: Phedra de Córdoba, Eduardo Chagas, Silvio Eduardo, Hugo Faz, Isabel Friosi, Henrique Mello, Felipe Moretti, Suzana Muniz e Stephane Sousa |
| 2015 | Hipóteses para o Amor e a Verdade                   | Filme                               | Os Satyros, Satyros Cinema                             | Rodolfo García Vázquez e Ivam Cabra                           | Elenco: Ivam Cabral, Luiza Gottschalk, Nany People, Tiago Leal, Gustavo Ferreira e Robson Catalunha                                               |
| 2012 | Satyrianas – 78 horas em 78 minutos                 | Docudrama                           | Muk e Na Laje Filmes                                   | Daniel Gaggini, Fausto Noro, Otavio Pacheco e Jeff Luna (EUA) | Elenco e Depoimentos: Ivam Cabral, Rodolfo García Vázquez, Marici Salomão, Aimar Labaki, Gustavo Ferreira entre outros.                           |
| 2011 | Vila Verde – Satyros                                | Documentário                        | Os Satyros Cinema e Casa Azul                          | Evaldo Mocarzel                                               | Coprodução junto ao Teatro sem Fronteiras e Evaldo Mocarzel (Canal Brasil)                                                                        |
| 2011 | Cuba Libre                                          | Documentário com Phedra de Córdoba  | SescTV                                                 | Evaldo Mocarzel                                               | Produtor Associado |
| 2009 | Além do Horizonte                                   | Minissérie de Televisão             | TV Cultura                                             | Rodolfo García Vázquez e Ivam Cabra                           | Phedra de Córdoba, Cléo de Páris, Fabio Penna, Julia Bobrow, Gustavo Ferreira e grande elenco.                                                    |
| 2008 | A Noiva                                             | Telefilme                           | TV Cultura                                             | Rodolfo García Vázquez e Ivam Cabra                           | Elenco: Cléo De Páris, Gero Camilo, Norival Rizzo, Silvanah Santos                                                                                |
| 2006 | Na Praça Roosevelt                                  | Documentário                        | Os Satyros, Satyros Cinema                             | Rodolfo García Vázquez, Carlos Ebert e Dea Loher              | |
| 2004 | Projeto Encontros: Memória da Literatura Paranaense | Documentário                        | Lei Municipal de Incentivo à Cultura e Silvanah Santos | Rodolfo García Vázquez                                        | |
| 2003 | Um Espelho Russo                                    | Documentário com Boris Schnaiderman | Os Satyros, Péricles Cavalcanti e Lidia Chaib          | Péricles Cavalcanti e Lidia Chaib                             | Produtor Associado |
| 2002 | Teatro em Movimento                                 | Curta-metragem                      | Os Satyros                                             | Rodolfo García Vázquez e Ivam Cabra                           | Produtor |
| 2002 | Memória Videográfica dos Atores Paranaenses         | Documentário                        | Os Satyros                                             | Rodolfo García Vázquez e Ivam Cabra                           | Produtor |

## Prêmios e Títulos
| Ano  | Premiação                                                                          | Instituíção                                                                                           | Categoria                                               | Trabalho | Resultado |
| ---- | ---------------------------------------------------------------------------------- | --- | ------------------------------------------------------- | --- | --------- |
| 2023 | Prêmio Shell                                                                       | Shell                                                                                                 | Energia Que Vem da Gente                                | Criação do Selo Lucias                                                                                        | Indicado  |
| 2022 | Prêmio Shell                                                                       | Shell                                                                                                 | Energia Que Vem da Gente                                | A Arte de Encarar o Medo / The Art of Facing Fear                                                             | Indicado  |
| 2021 | The Red Curtain: Best Production, Best Production Design and Best Ensemble         | Good The@tre Festival (Índia)                                                                         | Melhor direção de arte, melhor elenco e melhor produção | As Mariposas                                                                                                  | Venceu    |
| 2021 | Inclusão no Calendário Oficial do Município de São Paulo                           | Câmara dos vereadores da cidade de São Paulo                                                          | Maratona Cultural                                       | Satyrianas - Uma Saudação à Primavera                                                                         | Venceu    |
| 2021 | Prêmio APCA                                                                        | Associação Paulista dos Críticos de Arte                                                              | Avanço Digital                                          | The Art of Facing Fear                                                                                        | Indicado  |
| 2021 | The Hollywood Fringe Festival Awards                                               | Hollywood Fringe (EUA)                                                                                | Melhor Espetáculo                                       | A Love Song                                                                                                   | Venceu    |
| 2021 | The Hollywood Fringe Festival Awards                                               | Hollywood Fringe (EUA)                                                                                | Internacional Awards                                    | A Love Song                                                                                                   | Indicado  |
| 2021 | The Hollywood Fringe Festival Awards                                               | Hollywood Fringe (EUA)                                                                                | Two Person Show                                         | A Love Song                                                                                                   | Indicado  |
| 2021 | The Hollywood Fringe Festival Awards                                               | Hollywood Fringe (EUA)                                                                                | Community Awards: Melhor Espetáculo                     | A Love Song                                                                                                   | Venceu    |
| 2021 | The Hollywood Fringe Festival Awards                                               | Hollywood Fringe (EUA)                                                                                | Melhor Espetáculo                                       | Toshanisha - The New Normals, co-realizado com o grupo Bold Theatre (Quênia)                                  | Venceu    |
| 2021 | The Hollywood Fringe Festival Awards                                               | Hollywood Fringe (EUA)                                                                                | Community Awards: Melhor Espetáculo                     | Toshanisha - The New Normals, co-realizado com o grupo Bold Theatre (Quênia)                                  | Venceu    |
| 2020 | Prêmio APCA                                                                        | Associação Paulista dos Críticos de Arte                                                              | Melhor Espetáculo                                       | A Arte de Encarar o Medo                                                                                      | Indicado  |
| 2020 | Prêmio APTR                                                                        | Associação dos Produtores de Teatro (RJ)                                                              | Melhor Espetáculo Inédito Ao Vivo                       | A Arte de Encarar o Medo                                                                                      | Indicado  |
| 2020 | Prêmio APTR                                                                        | Associação dos Produtores de Teatro (RJ)                                                              | Jovem Talento                                           | A Arte de Encarar o Medo (com Nina Denobile Rodrigues)                                                        | Indicado  |
| 2020 | Prêmio Cláudia Wonder                                                              | SP Escola de Teatro                                                                                   | Potência Cultural                                       | Os Satyros (junto à Ivam Cabral)                                                                              | Venceu    |
| 2020 | Young-Howze Theatre Awards                                                         | Young-Howze Theatre (EUA)                                                                             | Melhor Espetáculo                                       | The Art of Facing Fear                                                                                        | Venceu    |
| 2020 | Young-Howze Theatre Awards                                                         | Young-Howze Theatre (EUA)                                                                             | Melhor Espetáculo                                       | New Normal | Indicado  |
| 2020 | Young-Howze Theatre Awards                                                         | Young-Howze Theatre (EUA)                                                                             | Melhor Espetáculo                                       | Macbeth #6 (coprodução com a Universidade de Birmingham)                                                      | Indicado  |
| 2020 | Guia Folha                                                                         | Folha de S.Paulo                                                                                      | Melhores do Ano                                         | A Arte de Encarar o Medo                                                                                      | Venceu    |
| 2020 | BroadwayWorld Los Angeles Awards                                                   | BroadwayWorld (EUA)                                                                                   | Performer of the Decade                                 | The Art of Facing Fear (com Mia Hjelte)                                                                       | Indicado  |
| 2020 | BroadwayWorld Los Angeles Awards                                                   | BroadwayWorld (EUA)                                                                                   | Best Ensemble                                           | The Art of Facing Fear (com Mia Hjelte)                                                                       | Indicado  |
| 2020 | BroadwayWorld Los Angeles Awards                                                   | BroadwayWorld (EUA)                                                                                   | Choreographer of the Decade                             | The Art of Facing Fear (com Mia Hjelte)                                                                       | Indicado  |
| 2020 | BroadwayWorld Los Angeles Awards                                                   | BroadwayWorld (EUA)                                                                                   | Production of a Play of the Decade                      | The Art of Facing Fear                                                                                        | Indicado  |
| 2020 | BroadwayWorld Los Angeles Awards                                                   | BroadwayWorld (EUA)                                                                                   | Top Streaming Production and Performance                | The Art of Facing Fear                                                                                        | Indicado  |
| 2020 | BroadwayWorld Los Angeles Awards                                                   | BroadwayWorld (EUA)                                                                                   | Director of a Play of the Decade                        | The Art of Facing Fear (com Ivam Cabral)                                                                      | Indicado  |
| 2020 | Prêmio Arcanjo de Cultura                                                          | Blog do Arcanjo                                                                                       | Melhor espetáculo                                       | A Arte de Encarar o Medo                                                                                      | Venceu    |
| 2019 | Prêmio Arcanjo de Cultura                                                          | Blog do Arcanjo                                                                                       | Redes                                                   | Festival Satyrianas                                                                                           | Venceu    |
| 2019 | Festival Internacional de Cinema da Diversidade Sexual e de Gênero de Goias (DIGO) | Festival Internacional de Cinema da Diversidade Sexual e de Gênero de Goias (DIGO)                    | Menção Honrosa                                          | A Filosofia na Alcova                                                                                         | Venceu    |
| 2019 | Prêmio Nelson Rodrigues                                                            | ANCEC                                                                                                 | Melhor Espetáculo                                       | Entrevista com Phedra                                                                                         | Venceu    |
| 2019 | Prêmio Arcanjo de Cultura                                                          | Blog do Arcanjo                                                                                       | Especial                                                | Cia. de Teatro Os Satyros                                                                                     | Venceu    |
| 2018 | Prêmio Aplauso Brasil                                                              | Prêmio Aplauso Brasil                                                                                 | Melhor Espetáculo de Grupo                              | Pink Star | Venceu    |
| 2018 | Prêmio Shell                                                                       | Shell                                                                                                 | Autoria                                                 | O Incrível Mundo dos Baldios                                                                                  | Indicado  |
| 2017 | Prêmio Cidadão SP                                                                  | Catraca Livre                                                                                         | Trabalho Cultural                                       | Recuperação Cultural e Urbanística da Praça Franklin Roosevelt                                                | Venceu    |
| 2017 | Prêmio Shell                                                                       | Shell                                                                                                 | Categoria Inovação                                      | SP Escola de Teatro                                                                                           | Venceu    |
| 2017 | Melhores do Ano                                                                    | Blog do Arcanjo                                                                                       | Melhor Grupo Teatral                                    | Os Satyros | Venceu    |
| 2015 | Prêmio Shell                                                                       | Shell                                                                                                 | Melhor Autor                                            | style="text-align:center;background: #ddffdd;vertical-align: middle; {{{style}}}" class="table-yes2"\| Venceu | Venceu    |
| 2014 | Os 50 Textos Mais Importantes do Teatro Nacional                                   | Portal dos Atores                                                                                     | 6° Lugar                                                | Pessoas Perfeitas                                                                                             | Venceu    |
| 2014 | Prêmio APCA                                                                        | Associação Paulista dos Críticos de Arte                                                              | Melhor Autor de Teatro                                  | Pessoas Perfeitas                                                                                             | Venceu    |
| 2014 | Prêmio APCA                                                                        | Associação Paulista dos Críticos de Arte                                                              | Melhor Espetáculo                                       | Pessoas Perfeitas                                                                                             | Venceu    |
| 2014 | Guia Folha                                                                         | Folha de S.Paulo                                                                                      | Melhor Estreia do Ano                                   | Pessoas Perfeitas                                                                                             | Venceu    |
| 2014 | Patrimônio Cultural Imaterial da Cidade de São Paulo                               | Secretaria Municipal de Cultura de São Paulo                                                          | Trabalho Cultural                                       | Cia. de Teatro Os Satyros                                                                                     | Venceu    |
| 2014 | Salva de Prata                                                                     | Câmara Municipal de São Paulo                                                                         | Trabalho Cultural                                       | Cia. de Teatro Os Satyros                                                                                     | Venceu    |
| 2014 | Troféu Bandeira Paulista                                                           | Mostra Internacional de Cinema em São Paulo                                                           | Melhor Filme de Ficção                                  | Hipóteses para o Amor e a Verdade                                                                             | Indicado  |
| 2014 | Prêmio Shell                                                                       | Shell                                                                                                 | Categoria Inovação                                      | Festival Satyrianas                                                                                           | Venceu    |
| 2013 | ABGLT                                                                              | Associação Brasileira de Lésbicas, Gays, Bissexuais, Travestis, Transexuais e Intersexos de São Paulo | Espetáculo Teatral do Ano                               | Inferno na Paisagem Belga                                                                                     | Venceu    |
| 2013 | ABGLT                                                                              | Associação Brasileira de Lésbicas, Gays, Bissexuais, Travestis, Transexuais e Intersexos de São Paulo | Cidadania em Respeito à Diversidade                     | Os Satyros | Venceu    |
| 2013 | The Hollywood Fringe Festival                                                      | Hollywood Fringe (EUA)                                                                                | The International Award - Best Production               | Philosophy in the Alcove                                                                                      | Indicado  |
| 2013 | The Hollywood Fringe Festival                                                      | Hollywood Fringe (EUA)                                                                                | 10 Hollywood Fringe Festival Shows That Sound Awesome   | Philosophy in the Alcove                                                                                      | Venceu    |
| 2013 | The Hollywood Fringe Festival                                                      | Hollywood Fringe (EUA)                                                                                | Ezra Buzzington - Spirit of Fringe - Best Production    | Philosophy in the Alcove                                                                                      | Indicado  |
| 2013 | The Hollywood Fringe Festival                                                      | Hollywood Fringe (EUA)                                                                                | Best of Hollywood Fringe - Extensions                   | Philosophy in the Alcove                                                                                      | Venceu    |
| 2013 | Prêmio Shell                                                                       | Shell                                                                                                 | Inovação                                                | Os Satyros e o Festival Satyrianas                                                                            | Venceu    |
| 2012 | Prêmio Funarte Nelson Brasil Rodrigues: Cem Anos do Anjo Pornográfico              | Funarte                                                                                               | Projetos Selecionados                                   | Vestido de Noiva                                                                                              | Venceu    |
| 2012 | Prêmio Shell                                                                       | Shell                                                                                                 | Melhor Iluminação                                       | Cabaret Stravaganza                                                                                           | Venceu    |
| 2011 | Prêmio Cooperativa Paulista de Teatro                                              | Cooperativa Paulista de Teatro                                                                        | Melhor Espetáculo                                       | Roberto Zucco                                                                                                 | Venceu    |
| 2011 | Prêmio Jabuti                                                                      | Prêmio Jabuti                                                                                         | Livro de Arte                                           | Os Satyros | Venceu    |
| 2011 | Prêmio Honrar Honra - José Marti                                                   | Circulo de Amigos del Gran Teatro de La Habana (Cuba)                                                 | Contribuição ao Teatro Cubano                           | Os Satyros | Venceu    |
| 2010 | Prêmio Júri Popular                                                                | Festival do Rio - Festival Mix Brasil (RJ)                                                            | Melhor Documentário                                     | Cuba Libre | Venceu    |
| 2010 | Prêmio APCA                                                                        | Associação Paulista dos Críticos de Arte                                                              | Melhor Diretor                                          | Roberto Zucco                                                                                                 | Venceu    |
| 2010 | Prêmio Cooperativa Paulista de Teatro                                              | Cooperativa Paulista de Teatro                                                                        | Melhor Diretor                                          | Hipóteses para o Amor e a Verdade                                                                             | Venceu    |
| 2010 | Prêmio Cooperativa Paulista de Teatro                                              | Cooperativa Paulista de Teatro                                                                        | Melhor Diretor                                          | Roberto Zucco                                                                                                 | Venceu    |
| 2008 | Prêmio Villanueva                                                                  | UNEAC (Cuba)                                                                                          | Melhor Espetáculo Estrangeiro                           | Liz | Venceu    |
| 2008 | Prêmio FEMSA de Teatro Infantil e Jovem                                            | Prêmio Coca-Cola FEMSA                                                                                | Melhor Espetáculo Jovem                                 | Cidadão de Papel                                                                                              | Indicado  |
| 2007 | Bravo! Prime de Cultura                                                            | Revista Bravo!                                                                                        | Melhor Programador Cultural                             | Espaço dos Satyros                                                                                            | Indicado  |
| 2007 | Prêmio APCA                                                                        | Associação Paulista dos Críticos de Arte                                                              | Especial da Crítica                                     | Satyrianas, uma Saudação à Primavera                                                                          | Venceu    |
| 2007 | Prêmio APCA                                                                        | Associação Paulista dos Críticos de Arte                                                              | Melhor Espetáculo                                       | Inocência | Venceu    |
| 2006 | Prêmio APCA                                                                        | Associação Paulista dos Críticos de Arte                                                              | Melhor Espetáculo                                       | Inocência | Venceu    |
| 2006 | Prêmio Arte Qualidade Brasil                                                       | Prêmio Arte Qualidade Brasil                                                                          | Melhor Espetáculo                                       | A Vida na Praça Roosevelt                                                                                     | Venceu    |
| 2006 | Prêmio Shell                                                                       | Shell                                                                                                 | Melhor Diretor                                          | A Vida na Praça Roosevelt                                                                                     | Venceu    |
| 2006 | Troféu Gralha Azul                                                                 | Troféu Gralha Azul                                                                                    | Melhor Iluminação                                       | De Profundis                                                                                                  | Venceu    |
| 2004 | Troféu Gralha Azul                                                                 | Governador do Estado do Paraná                                                                        | Melhor Cenógrafo                                        | Cosmogonia Experimento No 1                                                                                   | Indicado  |
| 2003 | Troféu Gralha Azul                                                                 | Governador do Estado do Paraná                                                                        | Melhor Espetáculo                                       | Sobre Ventos na Fronteira                                                                                     | Indicado  |
| 2001 | Prêmio Shell                                                                       | Shell                                                                                                 | Melhor Iluminação                                       | Sappho de Lesbos                                                                                              | Venceu    |
| 2001 | Troféu Gralha Azul                                                                 | Governador do Estado do Paraná                                                                        | Melhor Direção                                          | Quinhentas Vozes                                                                                              | Venceu    |
| 2001 | Troféu Gralha Azul                                                                 | Governador do Estado do Paraná                                                                        | Melhor Espetáculo                                       | Quinhentas Vozes                                                                                              | Venceu    |
| 2000 | Ágora Metrópolis                                                                   | Teatro Ágora                                                                                          | Melhor Espetáculo                                       | Faz de Conta que Tem Sol Lá Fora                                                                              | Venceu    |
| 2000 | Troféu Imprensa Melhores do Ano                                                    | International Press Paraná em Revista                                                                 | Especial                                                | Os Satyros | Venceu    |
| 2000 | Troféu Gralha Azul                                                                 | Governador do Estado do Paraná                                                                        | Melhor Espetáculo                                       | Quinhentas Vozes                                                                                              | Venceu    |
| 2000 | Troféu Gralha Azul                                                                 | Governador do Estado do Paraná                                                                        | Melhor Cenógrafo                                        | Quinhentas Vozes                                                                                              | Venceu    |
| 2000 | Troféu Gralha Azul                                                                 | Governador do Estado do Paraná                                                                        | Melhor Sonoplasta                                       | Quinhentas Vozes                                                                                              | Venceu    |
| 1997 | Troféu Gralha Azul                                                                 | Governador do Estado do Paraná                                                                        | Melhor Espetáculo                                       | Killer Disney                                                                                                 | Venceu    |
| 1995 | Troféu Gralha Azul                                                                 | Governador do Estado do Paraná                                                                        | Melhor Espetáculo                                       | Electra | Indicado  |
| 1991 | Prêmio APETESP                                                                     | Associação dos Produtores de Espetáculos Teatrais do Estado de São Paulo                              | Melhor Autor                                            | Aventuras de Arlequim                                                                                         | Indicado  |
| 1990 | Prêmio APETESP                                                                     | Associação dos Produtores de Espetáculos Teatrais do Estado de São Paulo                              | Melhor Espetáculo                                       | Saló, Salomé                                                                                                  | Indicado  |
| 1990 | Prêmio APETESP                                                                     | Associação dos Produtores de Espetáculos Teatrais do Estado de São Paulo                              | Espetáculo                                              | Sades ou Noites com os Professores Imorais                                                                    | Indicado  |
| 1990 | Prêmio APETESP                                                                     | Associação dos Produtores de Espetáculos Teatrais do Estado de São Paulo                              | Melhor Autor                                            | Aventuras de Arlequim                                                                                         | Indicado  |
| 1989 | Troféu Mambembe                                                                    | Fundação Nacional das Artes Cênicas                                                                   | Melhor Autor                                            | Aventuras de Arlequim                                                                                         | Indicado  |